# Tiszabercel
Tiszabercel község Szabolcs-Szatmár-Bereg vármegyében, a Ibrányi járásban.

## Fekvése
A vármegye, és egyben a Nyírség északnyugati részén fekszik, a Lónyai-csatorna és a Tisza által közrezárt területen, annak is a nyugati részében. A megyeszékhelytől, Nyíregyházától északra, légvonalban mintegy 23 kilométerre található.
Belterülete a Tisza bal parti oldalán fekszik, de néhány négyzetkilométernyi külterület tartozik hozzá a folyó jobb parti oldaláról is.
A közvetlen szomszédos települések: észak felől Györgytarló, északkelet felől Tiszakarád, kelet felől Paszab, dél felől Buj, nyugat felől pedig Gávavencsellő.

### Megközelítése, közlekedése
A vízi utat leszámítva ma csak közúton érhető el: Rakamaz vagy Nagyhalász felől a 3821-es, Kótaj, illetve Paszab felől pedig a 3823-as úton. A Tiszakarád-Györgytarló felé vezető kompot kiszolgáló mellékút a 38 312-es számozást viseli.
A település a Volánbusz 4200-as (Nyíregyháza – Mága-sor – Tiszabercel) és 4201-es (Nyíregyháza – Ibrány – Gávavencsellő) helyközi járatával közelíthető meg közösségi közlekedéssel.
2009-es megszüntetése előtt érintette a Nyírvidéki Kisvasút balsai vonala is, amelynek két megállási pontja is volt Tiszabercelen (Tiszabercel megálló-rakodóhely és Tiszabercel-Vásártér megállóhely).

## Története
Berczel neve az oklevelekben 1335-ben tűnik fel. A település ekkor az Izsépi család birtoka volt, amely hozományként a család nőtagjának, Olasz Jánosnak, Boldogkői várnagy feleségének. Az Izsépi és az Olasz család e század végén osztozik meg rajta. Az Olasz család birtokrészét Egyházasbercel, az Izsépi családét Istvánfia Berczel néven nevezték. 1400-ban a Bessenyey család birtokaként említik. 1405-ben a cselei Izsépy és a Dobay családok is birtokosaiként vannak írva. 1424-ben a leleszi orsz. llt. oklevele szerint a falu két külön településként volt nevezve: Berzel és Egyházas-Berczel Tisza néven. 1436-ban a berczeli Tatár és Vay család és a Báthoriak is birtokosai voltak.
A 19. század elejéig több család birtoka: a Csoma, az Ibrányi, az Ormos, a Bakó, az Inczédy, a Gulácsy, a Bessenyey, a Dombrády, a Liszkay, a Vida, az Osváth, a Boronkai, a Kömmerling, és a Mozga családoké. A 20. század elején Okolicsányi Lajos volt a falu nagyobb birtokosa.

## Közélete

### Polgármesterei
- 1990–1994: Hajnal András (független)[3]
- 1994–1998: Hajnal András (független)[4]
- 1998–2002: Hajnal András (független)[5]
- 2002–2006: Hajnal András (független)[6]
- 2006–2010: Hajnal András (független)[7]
- 2010–2014: Szántó Zsolt (Fidesz-KDNP)[8]
- 2014–2019: Szántó Zsolt (Fidesz-KDNP)[9]
- 2019–2024: Szántó Zsolt (Fidesz-KDNP)[10]
- 2024– : Szántó Zsolt (Fidesz-KDNP)[1]

## Népesség
A település népességének változása:
| Lakosok száma | 1897 | 1863 | 1819 | 1759 | 1739 | 1735 | 1759 |
|               | 2013 | 2014 | 2015 | 2021 | 2022 | 2023 | 2024 |

2001-ben a település lakosságának 99%-a magyar, 1%-a cigány nemzetiségűnek vallotta magát.
A 2011-es népszámlálás során a lakosok 89,3%-a magyarnak, 24,7% cigánynak, 0,2% németnek, 0,2% románnak mondta magát (10,7% nem nyilatkozott; a kettős identitások miatt a végösszeg nagyobb lehet 100%-nál). A vallási megoszlás a következő volt: római katolikus 18,2%, református 53,9%, görögkatolikus 5,8%, evangélikus 0,3%, felekezeten kívüli 3,9% (16,9% nem válaszolt).
2022-ben a lakosság 83,2%-a vallotta magát magyarnak, 21% cigánynak, 0,6% bolgárnak, 0,1-0,1% örménynek, szlovénnak, szerbnek, németnek, szlováknak, ukránnak és horvátnak, 0,5% egyéb, nem hazai nemzetiségűnek (16,8% nem nyilatkozott; a kettős identitások miatt a végösszeg nagyobb lehet 100%-nál). Vallásuk szerint 11,6% volt római katolikus, 44,7% református, 3,7% görög katolikus, 2% egyéb keresztény, 0,2% evangélikus, 8,6% felekezeten kívüli (28,8% nem válaszolt).

## Nevezetességei
- Református templom - 1436-ban épült, a templom homlokzatában a Bessenyey család címere van befalazva, felirata:

"In laudem dei viventis renovatum est per generosum dominum Balthasar Bessenney de Nagy-Besseneő: die 24 apr.
anno 1634".
A toronyban lévő 170 kg súlyú harang ugyancsak Bessenyey Boldizsár ajándéka, melyet 1638-ban öntetett Eperjesen.
- Bessenyei György Emlékház
- Nyírvidéki Kisvasút
- Római katolikus templom, melyet 1914-ben szenteltek fel Szent Lajos király tiszteletére.

## Híres emberek
- A hagyomány szerint 1747-ben itt született Bessenyei György. Testőri szolgálata után 1782-ben visszatért birtokára.
- itt született Görömbey Imre szobrászművész, restaurátor
- Itt született Farkas István, a Tiszáninneni Református Egyházkerület egykori püspöke.
- Itt született Seres János, sokszoros magyar válogatott salakmotoros (1960)[forrás?]